# Alton (Nou Hampshire)
Alton és una població dels Estats Units a l'estat de Nou Hampshire. Segons el cens del 2000 tenia 4.502 habitants.

## Demografia
Segons el cens del 2000, Alton tenia 4.502 habitants, 1.825 habitatges, i 1.295 famílies. La densitat de població era de 27,5 habitants per km².
Dels 1.825 habitatges en un 28,7% hi vivien nens de menys de 18 anys, en un 60,7% hi vivien parelles casades, en un 6,6% dones solteres, i en un 29% no eren unitats familiars. En el 23,8% dels habitatges hi vivien persones soles el 10,4% de les quals corresponia a persones de 65 anys o més que vivien soles. El nombre mitjà de persones vivint en cada habitatge era de 2,47 i el nombre mitjà de persones que vivien en cada família era de 2,93.
Per edats la població es repartia de la següent manera: un 23,8% tenia menys de 18 anys, un 5,4% entre 18 i 24, un 26,7% entre 25 i 44, un 28,7% de 45 a 60 i un 15,4% 65 anys o més.
L'edat mediana era de 41 anys. Per cada 100 dones de 18 o més anys hi havia 96,8 homes.
La renda mediana per habitatge era de 43.451$ i la renda mediana per família de 46.467$. Els homes tenien una renda mediana de 37.585$ mentre que les dones 29.375$. La renda per capita de la població era de 25.940$. Entorn del 5,4% de les famílies i el 6,5% de la població estaven per davall del llindar de pobresa.